# Hyaleucerea manicorensis
Hyaleucerea manicorensis is een beervlinder uit de familie van de spinneruilen (Erebidae). De wetenschappelijke naam van de soort is voor het eerst geldig gepubliceerd in 1971 door Rego Barros.